# ماساهيرو إيكيدا
ماساهيرو إيكيدا (باليابانية: 池田 昌広) (9 أكتوبر 1981 في يوكايتشي في اليابان – )؛ هو لاعب كرة قدم ياباني سابق كان يلعب كلاعب وسط.

## وصلات خارجية
- ماساهيرو إيكيدا على موقع رابطة كرة القدم اليابانية للمحترفين (اليابانية)